# 2021プロ野球エキシビションマッチ
2021プロ野球エキシビションマッチは、2021年7月27日から8月10日にかけて開催されたプロ野球の非公式試合（練習試合）である。

## 概要
2021年7月から8月にかけて行われた2020年東京オリンピックに合わせて、セントラル・リーグ及びパシフィック・リーグの公式戦は、およそ1か月間ペナントレースを中断することとなった。本大会は、この中断期間に行われた非公式試合であり、予め全58試合が組まれた。NPB全12球団が、別リーグの6チームのいずれかと対戦し、セ・パ同一リーグのチームとは対戦しないことになっている。
東京オリンピックの会場となる横浜スタジアムと札幌ドーム、資材置き場となる神宮球場では開催せず、北海道内はオーシャンスタジアム（函館市）で5試合を開催した。首都圏では前述2球場はオリンピックとの兼ね合いで、東京ドームは全国高等学校野球選手権地方大会（東東京大会・西東京大会）で使用されるため、ZOZOマリンスタジアムで2試合のみ開催された。バンテリンドーム ナゴヤ（8試合）とMAZDA Zoom-Zoom スタジアム広島（1試合）の計9試合を無観客試合とした例外を除いて、各球団の収益改善のため有観客にて開催された。
なお、非公式試合のため、セ・リーグのチームがホームのゲームであっても指名打者を採用したり、ホームのチームが先攻としたり、代打を出された選手が次のイニングに再び守備に就いたりホームのチームが9回表終了時点でリードしていてもそのまま9回裏も行ったりするなど、一部の試合では特別ルールで行われた。
本期間中、日本ハム・中田翔が同僚選手への暴力行為を働き出場停止処分を受け、後に巨人へ移籍した。